# Tamio Ōki
Tamio Ōki (大木 民夫 Ōki Tamio?,  Tokio, Japón, 2 de enero de 1928 - 14 de diciembre de 2017) fue un actor, seiyū y narrador japonés. Participó en series como Berserk, Cowboy Bebop, Eureka Seven y Hōshin Engi, OVAs como Top wo nerae! Gunbuster, Record of Lodoss War y Macross Zero y películas como Ghost in the Shell, entre otras. Estuvo afiliado a Mausu Promotion al momento de su muerte.
Fue reconocido, junto a otras personalidades fallecidas, con el "Premio especial al logro" en la 12º ceremonia de los Seiyū Awards.

## Filmografía

### Anime
1968
- Kyojin no Hoshi como Shigeru Suzuhara.

1970
- Akakichi no Eleven como Rinkichi Tamai.
- Ashita no Joe como Gouhei Oigawa.

1973
- Karate Baka Ichidai como el Narrador.

1974
- Hoshi no Ko Chobin como Burunga.

1975
- El perro de Flandes como Cozets.

1977
- Lupin III: Part II como Basara Raban, Gabriel XIII, Hisu, Jisuboi Dotan y Morgan.
- Voltus V como el Duque Zaki y el Profesor Sakunji.

1978
- Tōshō Daimos como el Jefe Miwa.

1979
- La Rosa de Versalles como el Ministro de Finanzas Necker.

1980
- Ashita no Joe 2 como el Sr. Shiraki.
- Astroboy como el Dr. Tenma.
- Mū no Hakugei como Hide.
- Space Battleship Yamato III - The Bolar Wars como Wolf Fleurken.
- Tetsujin 28-go TV 2 como el Dr. Franken.
- Uchū Senshi Baldios como Baddu.

1981
- Urusei Yatsura como Sugawara no Michizane (ep. 210).

1982
- Las misteriosas ciudades de oro como Metnard.
- Super Agente Cobra como el Rey Jeek.

1983
- Cat's Eye como Sadatsugu Nagaishi.

1986
- El Mago de Oz como el Dr. Dantrey y Lord Kaliko.

1987
- Zillion como Mayer.

1988
- Tatakae!! Ramenman como Ka-Tar.

1989
- City Hunter 3 como Jean Louis Thoreau.

1990
- Fushigi no Umi no Nadia como el Doctor Woolar.
- Karakuri Kengo Den Musashi Lord como el Narrador.

1992
- Tetsujin 28-gō FX como el Dr. Miller.

1995
- El Hazard como el Dr. Shtalubaugh.
- Juuni Senshi Bakuretsu Eto Ranger como Gohru.
- Virtua Fighter como Subaru Yuuki.

1996
- Detective Conan como Ochiai.
- La visión de Escaflowne como el Rey Aston.

1997
- Berserk como El Rey de Midland.
- Ehrgeiz como el Narrador.
- Flame of Recca como Genjuro.
- Seisho Monogatari como Ezekiel.

1998
- Cowboy Bebop como Pao.
- Master Keaton como Douglas y Markus.
- Shadow Skill como el Narrador.

1999
- Alexander Senki como Antípatro.
- Karakurizōshi Ayatsuri Sakon como Shuumei Kuujo.
- Hōshin Engi como Genshi Tenson.
- Steel Angel Kurumi como el General.

2000
- InuYasha como Ermitaño (ep. 52).

2001
- Bakuten Shoot Beyblade como Kogorō Daitenji.

2002
- Beyblade V-Force como Gran presidente.

2003
- Gungrave como Sid Gallarde.
- Mermaid's Forest como Eijiro.
- Ninja Scroll como Genza.
- Planet Survival como Sobreviviente.

2004
- Black Jack como el Dr. Sho Yamada y Boccherini.
- Desert Punk como el Narrador.
- Fantastic Children como Titus.
- Fénix como Hoben.
- Monster como el padre de Nina.

2005
- Angel Heart como Muto.
- Eureka Seven como Ken-Goh y Kuzemi.
- Shinshaku Sengoku Eiyū Densetsu - Sanada Jū Yūshi como Hakuunsai Tozawa.
- Yuusha-Oh GaoGaiGar Final como Pei La Cain.

2006
- 009-1 como Bart.
- Kiba como Zico.
- Utawarerumono como Waabe.

2007
- El Cazador de la Bruja como Larco.
- Kodai Ōja Kyōryū King como Elder.
- Shigurui como Syume Sudou.

2008
- Jigoku Shōjo Mitsuganae como Ashiya Risaburo.

2009
- Tatakau Shisho como Kachua.
- Viper's Creed como Fuyuhiko.

2010
- Ōkami Kakushi como Juuzou Kushinada.

2011
- Fate/Zero como Cormac mac Airt.
- Nichijō como el Rey Albert.

2012
- JoJo's Bizarre Adventure como Tompetty.
- Shin Sekai Yori como Mushin.

2014
- Black Bullet como Kikunojō Tendō.
- Space Dandy como el abuelo de Adélie.

2015
- Rokka no Yūsha como Atro Spiker.

### OVAs
1985
- Dream Hunter REM como el Dr. Shimura y Mephisto.

1986
- Amon Saga como Darai Sem.
- Proyecto A-Ko como Cho-kan y Boueigun Shirei.

1987
- 2001 Ya Monogatari como Rheo.

1988
- Appleseed como Nereus.
- Legend of the Galactic Heroes como Lazll Lobos.

1990
- Hakkenden: Legend of the Dog Warriors como Yoshizane Satome.
- Record of Lodoss War como Wort.

1991
- Arslan Senki como el Narrador e Innocentis VII.
- Roujin Z como el Profesor Tachibana.

1992
- New Dream Hunter Rem: Satsuriku no Mugen Meikyū como Mephisto.

1994
- Genocyber como el presidente Kyuuryuu.

1995
- El Hazard como el Dr. Shtalubaugh.
- Tōma Kishinden ONI como Jusei.

1996
- Sorcerer Hunters como Death Master.

1997
- Makai Tenshō: Jigoku-hen como Takuan Soho.

1998
- Tekken: The Motion Picture como el Doctor Boskonovitch.
- Top wo nerae! Gunbuster como el Capitán Tatsumi Tashiro.

1999
- Master Keaton como Douglas.

2000
- Yuusha-Oh GaoGaiGar Final como Pei La Cain.

2002
- Macross Zero como Nutuk.

2004
- Mobile Suit Gundam: MS IGLOO como Albert Schacht.

2012
- Rurouni Kenshin: Shin Kyoto-Hen como Okina.

2014
- Steel Angel Kurumi Encore como el General.

### Películas
1979
- Tōshō Daimos como el General Miwa.

1980
- Ashita no Joe como Mikinosuke Shiraki.

1981
- Uchū Senshi Baldios como Crown de Baad.

1982
- Techno Police 21C como el Líder de los Terroristas.

1988
- Legend of the Galactic Heroes como Lazll Lobos.

1991
- Mobile Suit Gundam F91 como Theo Fairchild.

1992
- El Secreto de Fuzzy como el Doctor Woolar.

1993
- Doraemon y el secreto del laberinto como Brikin.

1995
- Ghost in the Shell como Daisuke Aramaki.

1999
- Sin - La película como el Dr. Daniel Greenwall.

2001
- Tetsuwan Atom: Shinsen-gumi como Dr. Rossu.

2004
- Ghost in the Shell 2: Innocence como Daisuke Aramaki.

2009
- Kōkyō Shihen Eureka Seven: Pocket ga Niji de Ippai como Ken-Goh y Kuzemi.

2012
- Ōkami Kodomo no Ame to Yuki como Yamaoka.

2013
- Hal como Tokio.

2016
- Planetarian: Hoshi no Hito como Hoshi no Hito.

### Especiales de TV
1989
- Lupin III: Bye Bye Liberty Crisis como Ruusuta.

1991
- Lupin III: Napoleon no Jisho o Ubae como Maruchinbekku.
- Michite Kuru Toki no Mukō ni como Victor.

1992
- Lupin III: Russia yori Ai o Komete como Rasupoton.

2002
- Lupin III: Episode 0 'First Contact' como Hans Darahaito.

### Drama CD
- FAKE ~A Change of Partner~ como Ed

### Videojuegos
- Dark Chronicle como Galen Agaris
- Uncharted 2: El reino de los ladrones como Karl Schäfer
- White Knight Chronicles como Dallam
- World of Final Fantasy como Ramuh

### Doblaje
- Scooby-Doo 2: Monsters Unleashed como Jeremiah Wickles
- Shrek tercero como Merlin
- Snow White and the Seven Dwarfs como el Espejo mágico
- The Secret of NIMH como Nicodemus